# Antonio Morales
Antonio Morales Morales (* 20. Oktober 1929; † 28. Februar 2012) war ein chilenischer Fußballspieler. Der Mittelfeldspieler absolvierte zwei Länderspiele für die Nationalmannschaft. 

## Karriere

### Verein
Antonio Morales spielte mindestens von 1953 bis 1957 für Everton. Weiteres über seine Vereinskarriere ist nicht bekannt.

### Nationalmannschaft
Antonio Morales debütierte für die Nationalmannschaft Chiles im September 1957 bei der Copa O’Higgins gegen Brasilien. In der Qualifikation zur Weltmeisterschaft 1958 absolvierte er eine weitere Partie gegen Bolivien, jedoch konnte sich die La Roja nicht für das Endturnier in Schweden qualifizieren.